# Rhizonium antiquum
Rhizonium antiquum is een keversoort uit de familie somberkevers (Zopheridae). De wetenschappelijke naam van de soort werd in 1876 gepubliceerd door David Sharp.